# Qui tam
Qui tam es una abreviatura de la frase en latín Qui tam pro domino rege quam pro se ipso in haec parte sequitur, cuya traducción es: "Quien presenta la acción al rey también la presenta para su propia causa" o también "Quien tanto por el rey como por sí mismo entabla juicios en esta materia".
En Derecho, se utiliza la expresión qui tam en la que se conoce como una "acción qui tam", que es aquella demanda legal iniciada por un ciudadano denunciando un desvío o utilización incorrecta de fondos públicos. Generalmente, estos desvíos tienen lugar por acciones fraudulentas de contratistas del Estado o de sus propios funcionarios.
La esencia de la expresión qui tam es el derecho que adquiere el denunciante (whistleblower", en inglés) a reclamar un porcentaje del dinero que el Estado recupere si prospera la acción legal. Representa un incentivo concreto para quien tiene conocimiento de hechos de corrupción. El concepto se basa en que al haber un derecho a participación económica en el resultado, el ciudadano impulsará su denuncia por tener una motivación adicional a la de orden moral.

## Origen
Tiene su origen en la Inglaterra medieval (1424) cuando un súbdito que logró demostrar una conducta ilícita se le recompensó con parte de la multa que tuvo que pagar el autor. Recién establecido, el Congreso de los Estados Unidos difundió el concepto a sus primeros 14 estados.

## Utilización
Su aplicación está especialmente extendida en Estados Unidos, que la ha consagrado expresamente en su False Claims Act, ley que regula los conflictos ante falsas denuncias. Las acciones iniciadas por ciudadanos ajenos al gobierno permiten la recuperación de cifras millonarias, con la consecuente retribución al autor de la denuncia. Hay numerosas oficinas de abogados especializadas en patrocinar este tipo de acciones y organizaciones que ofrecen asistencia en línea. Una de ellas declara ser la más exitosa y haber obtenido la restitución al Tesoro de más de 2.000 millones de dólares.[cita requerida]
La Organización de los Estados Americanos ha propuesto la Convención Interamericana contra la Corrupción, a la que han adherido todos sus miembros. Una de sus recomendaciones más destacadas es impulsar en cada país la legislación que consagre e implemente la acción qui tam.
En la República Argentina existe un proyecto de Ley presentado en la Cámara de Diputados de la Nación en 2003 que hasta ahora no ha tenido tratamiento formal.